# 瓜廖爾縣
瓜廖爾縣是印度的一個縣，位於該國中部，由中央邦負責管轄，面積5,214平方公里，識字率為77.93%，人口在2001至2011年期間增長24.41%，2011年人口2,030,543，人口密度每平方公里389人。

## 外部連結
- Gwalior District web site （页面存档备份，存于）
- （页面存档备份，存于） List of places in Gwalior

26°13′25″N 78°10′45″E / 26.22361°N 78.17917°E